# 샤이반
샤이반 또는 쉬반 (Шибан) 은 청장 한국의 군주 중 한명이다. 그는 주치의 5번째 아들이자 칭기즈 칸의 손자이다. 샤이반 왕조의 시조이다. 1227년 주치가 죽은 시점에 샤이반은 너무 어렸기 때문에 분봉지를 받지는 못 했다. 그의 이름 샤이반, 또는 쉬반은 고대 투르크어 중 사랑, 충실을 의미하는 세베크 또는 스반에서 유래했다 한다.
샤이반은 킵차크 한국의 북동부, 현 카자흐스탄 지역에 영지를 받아 샤이반 울루스를 형성했다. 샤이반 울루스는 2백년간 유지되었으며, 그의 후손들은 서부 시베리아로 가서 시비르 칸국을, 카자흐 동부로 간 일파는 샤이반 왕조를 형성했다.

## 생애

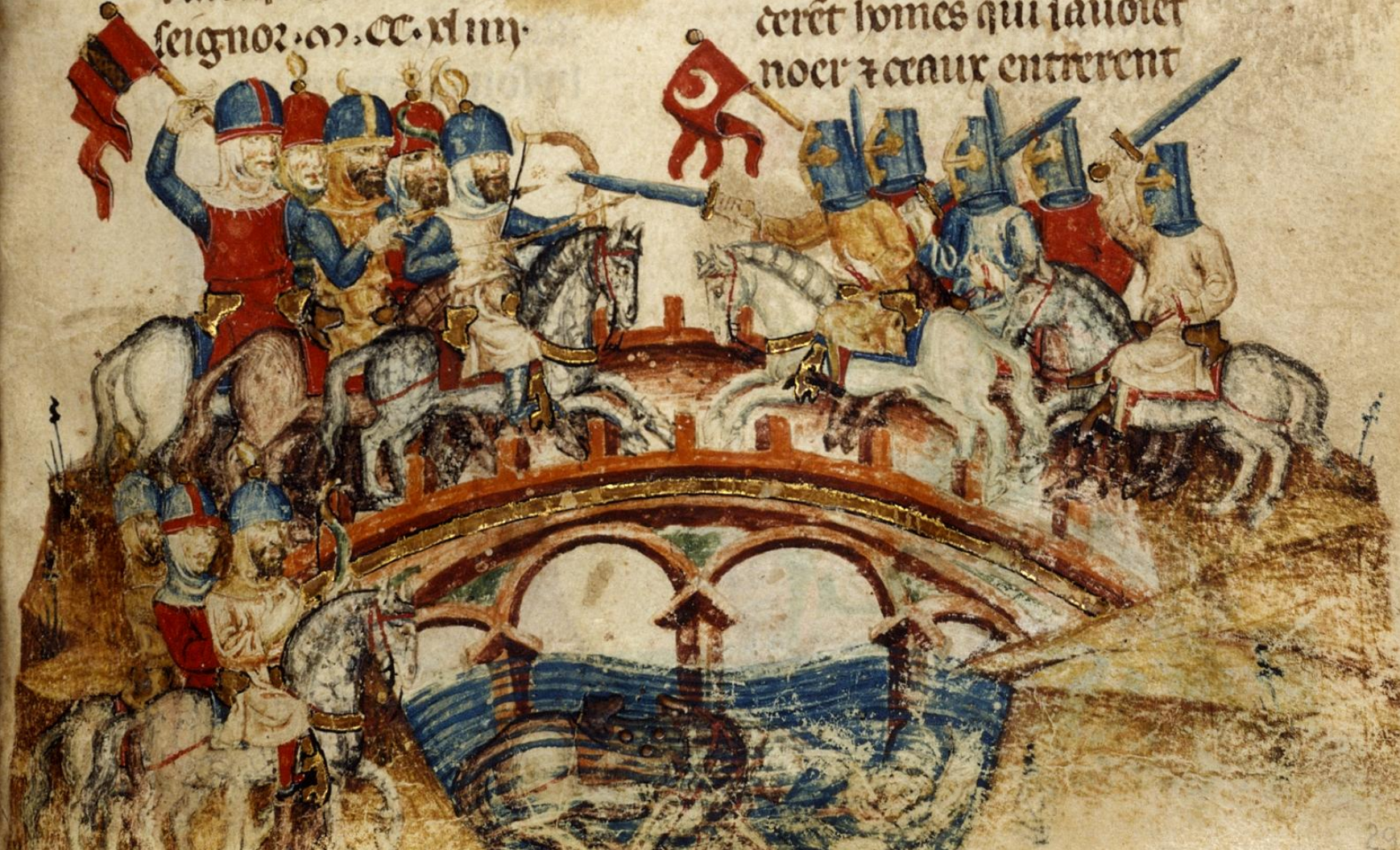
중세에 묘사된 모히 전투

샤이반은 몽골 제국의 유럽 침공에 참여하였는데, 특히 모히 전투에서 헝가리의 벨러 4세의 군대에 엄청난 피해를 줬다. 아불 가지 바하두르가 전한 바에 의하면, 이 원정이 끝난 뒤에 바투는 샤이반에게 동서로는 우랄산맥에서 시르 다리야 하류, 추강, 사리수강까지의 땅을 분봉했다. 샤이반은 겨울에는 우랄 강 유역에서, 여름에는 볼가 강 유역에서 유목했다. 오르다는 샤이반에서 쿠치족, 나이만족, 카를룩족, 부이룩족으로 이루어진 15,000호를 주면서 오르다와 바투의 분봉지 사이에서 유목하는 것을 허락했다. 따라서 샤이반의 분봉지는 바투와 오르다의 분봉지 사이, 즉 백장 한국의 북쪽이라고 봐야한다.
이 이후 샤이반에 대해서는 알 수가 없다. 다만 그의 후손들은 킵차크 칸국이 무너진 뒤에도 살아남았다. 단순하게 말하자면 그가 12명이나 되는 아들들, 바이날 또는 야살, 바하두르, 카닥, 발라가 (불가이) , 체릭 또는 제릭, 메르겐 또는 수르한, 쿠르투가 또는 쿨투가, 아야치 또는 아바지, 살리간 또는 사실탄, 베얀자르 또는 바이카차르, 마자르, 쿤치 또는 쿠윈지를 남겼기 때문이다. 샤이반의 후손들은 샤이반 왕조로 알려져 있다. 그의 피를 부계로 이어받은 가문은 아직도 남아있다. 샤이반의 아들들 중 발라가 베그는 1258년에 훌라구가 바그다드를 점령하는데 협조했다. 그러나 그는 알려지지 않은 이유로 죽었다.
루브룩의 기욤에 따르면, 그는 구육 칸과 싸우다 죽었다.

## 같이 보기
- 무함마드 샤이바니
- 샤이반 왕조

## 출전
- 르네 그루쎄, 유라시아 유목제국사, 사계절출판사, 1998.